# Rostan
Rostan är klippor i Finland.   De ligger i landskapet Österbotten, i den västra delen av landet, 400 km nordväst om huvudstaden Helsingfors.
Terrängen runt Rostan är mycket platt. Havet är nära Rostan norrut. Runt Rostan är det tätbefolkat, med 343 invånare per kvadratkilometer. Närmaste större samhälle är Vasa, 6,0 km öster om Rostan. 